# 基恩鎮區 (北達科他州麥肯齊縣)
基恩鎮區（英語：Keene Township）是位於美國北達科他州麥肯齊縣的一個鎮區。

## 地方資料
基恩鎮區的面積為95.52平方千米，皆為陸地。根據2020年美國人口普查的數據，當地共有人口41人，而人口密度為每平方千米0.43人。